# Universal Migrator Part 2: Flight of the Migrator
Universal Migrator Part 2: Flight of the Migrator to progresywno metalowy album wydany w 2000 roku przez holenderskiego multiinstrumentalistę Arjena Lucassena. Jest to piąta płyta projektu Ayreon. Podobnie jak reszta albumów wydanych pod tym szyldem, ten również nagrany został w konwencji rockowej opery.

## Lista utworów
1. Chaos – 5:11
2. Dawn of a Million Souls – 7:44
3. Journey on the Waves of Time – 5:48
4. To the Quasar – 8:43
5. Into the Black Hole – 10:25
6. Through the Wormhole – 6:05
7. Out of the White Hole – 7:10
8. To the Solar System – 6:13
9. The New Migrator – 8:15

## Twórcy

### Wokal
- Lana Lane
- Russell Allen
- Damian Wilson
- Ralf Scheepers
- Andi Deris
- Bruce Dickinson
- Fabio Lione
- Timo Kotipelto
- Robert Soeterboek
- Ian Parry

### Instrumenty
- Arjen Lucassen – gitara, gitara basowa, syntezator, melotron, organy Hammonda, keyboard
- Ed Warby – perkusja
- Erik Norlander – syntezator, vocoder, organy Hammonda
- Michael Romeo – gitara
- Oscar Holleman – gitara
- Gary Wehrkamp – gitara
- Rene Merkelbach – syntezator
- Clive Nolan – syntezator
- Gary Wehrkamp – syntezator
- Keiko Kumagai – syntezator
- Peter Siedlach

### Techniczni
- Arjen Lucassen – producent
- Oscar Holleman – dźwiękowiec
- Stephen van Haestregt – dźwiękowiec
- Jacques Marcoux – oprawa graficzna